# 2020年東京オリンピック・パラリンピック

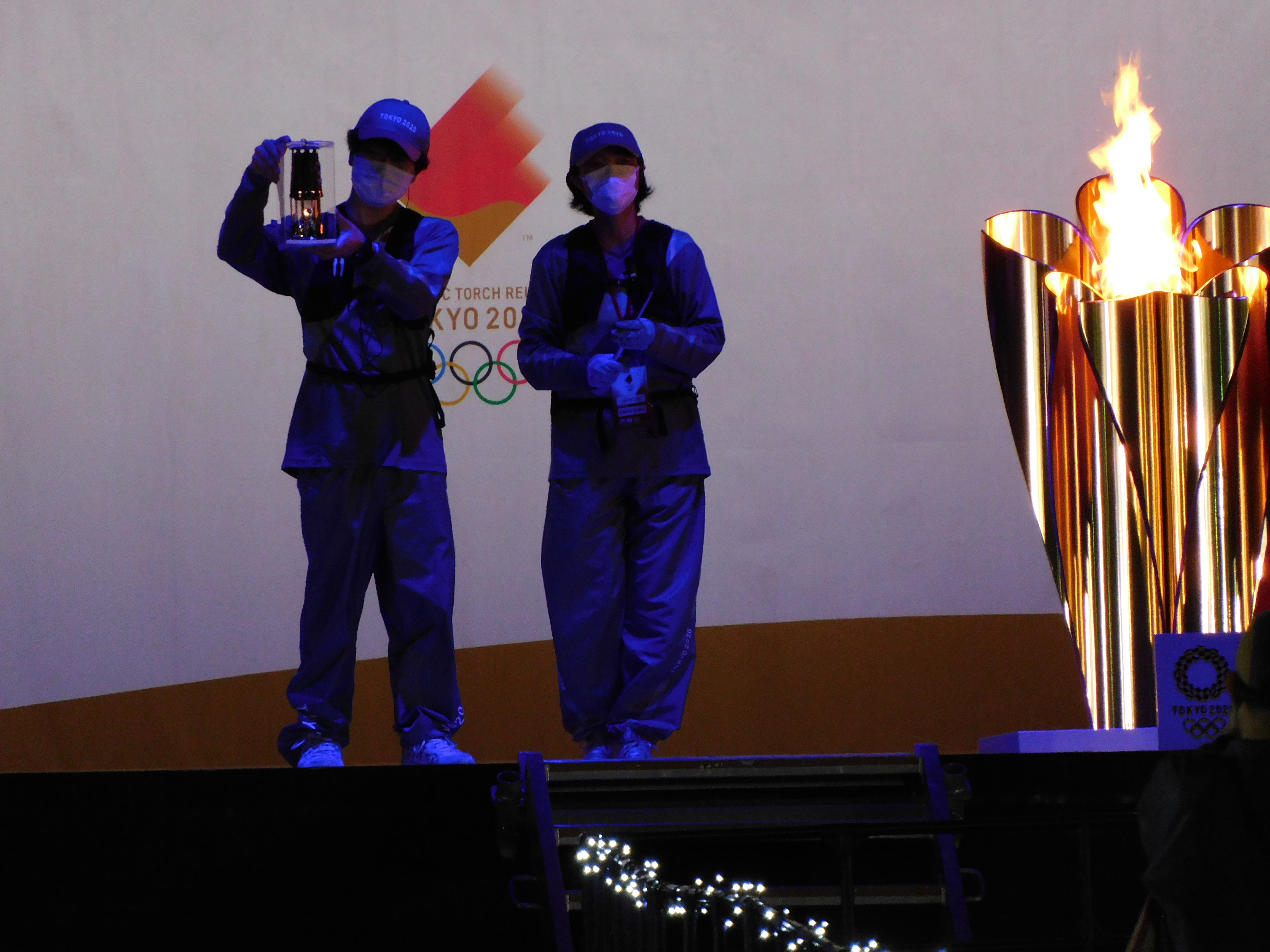
ランタンに納められた聖火

東京2020オリンピック・パラリンピック競技大会（とうきょうニーゼロニーゼロオリンピック・パラリンピックきょうぎたいかい、TOKYO 2020）は、2021年（令和3年）7月23日から9月5日まで日本の東京都で開催されたスポーツの総合大会である。新型コロナウイルス感染症 (COVID-19) の世界的流行を受けて、2020年夏の開催日程から1年延期となった。大会延期により開催年は変わるが「東京2020」の名称に変更はない。なお、公用文では第三十二回オリンピック競技大会及び第十六回パラリンピック競技大会の表記も用いられている。また、「東京オリパラ」とも略される。本大会では、パンデミックによる大会延期だけでなく後述の、運営者の相次ぐ辞任、緊急事態宣言下での開催、無観客開催や、前代未聞の事態が次々と起きるなど、政治とスポーツとのあり方が強く問われる大会となった。
2013年9月の第125次IOC総会で開催都市が東京に決定した。東京でのオリンピック・パラリンピックの開催並びに日本での夏季オリンピック・パラリンピック開催は1964年大会以来57年ぶり、日本でのオリンピック・パラリンピック開催は1998年大会以来23年ぶりとなった。大会組織委員会は東京オリンピック・パラリンピック競技大会組織委員会 (TOCOG) 。大会名誉総裁は天皇徳仁。
大会のモットーは“United by Emotion”（参考和訳：感動で、私たちは一つになる）。

## 概要

### オリンピック
東京2020オリンピック競技大会は、当初の日程から1年延期されて2021年7月23日から8月8日まで開催された。東京での開催は1964年の大会に続き2回目、同一都市による複数回開催はアジア初となる。

### パラリンピック
東京2020パラリンピック競技大会は、東京2020オリンピック競技大会に続けて開催された障害者スポーツの国際総合大会。国際パラリンピック委員会 (IPC) が統括する第16回夏季パラリンピックであり、当初の日程から1年延期されて2021年8月24日から9月5日まで開催された。

### 大会ビジョン
大会ビジョンの基本コンセプトとして「全員が自己ベスト」「多様性と調和」「未来への継承」の3つが掲げられた。

#### 多様性と調和
2014年にロシアでソチオリンピックが開催される直前、パブリックスペースで同性愛についてポジティブに語ることなどを禁止する「同性愛宣伝禁止法」が制定され、西側諸国から非難を浴び、政府要人らの開会式へのボイコットが相次ぎ、2015年に国際オリンピック委員会 (IOC) がオリンピック憲章の根本原則に「性別と性的指向に関する差別を禁止すること」を明文化した。この理念に則り、組織委員会は当初からLGBTに対する配慮をしていく方針を示していた。

#### 未来への継承
大会開催により開催都市東京や開催国日本が長期にわたり享受できる遺産（オリンピック・レガシー）を発展・継承するため、検討や提案が行われた。この場合の遺産とは単に競技会場などの建造物のみならず、再開発に伴う都市景観や環境・持続可能性、さらにオリンピックで醸成されたスポーツ文化やホスピタリティ精神といった「無形の遺産」も含まれる。文化プログラムや観光立国の推進など様々な分野で取り組みが実施された。これに加えて、パンデミックという状況における大会の開催実績もレガシーとして謳われるようになった。

## 会場

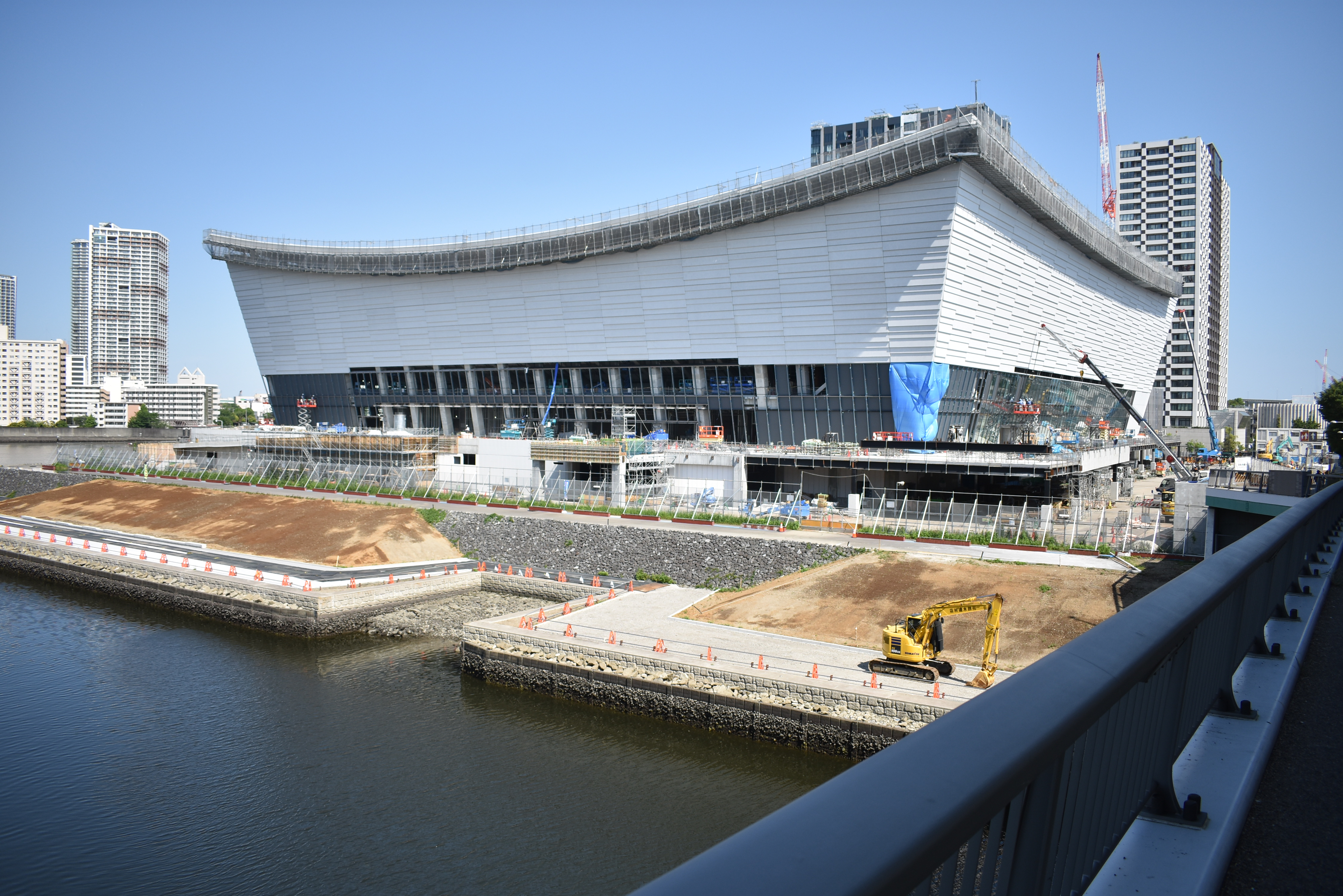
東京ベイゾーンに新設された有明アリーナ（建設中、2019年5月）

大会招致時のコンセプトとして「都心で開催するコンパクトな大会」を掲げ、東京都心に近い選手村から8キロメートル圏内に、約9割の競技会場を集中させる計画となっていた。2014年、『オリンピック・アジェンダ2020』がIOC総会で採択されオリンピックの持続可能性、低費用などを優先し脱コンパクト五輪となり、東京都以外の地域での競技実施が多くなった。
メインスタジアムは、1964年東京オリンピックでメインスタジアムとなった国立競技場の建て替えにより建設されたオリンピックスタジアム（国立競技場）。その他、主に内陸部のヘリテッジゾーンと臨海部の東京ベイゾーンに分けられる各会場群にて競技が行われた。
サッカーの会場の一つである札幌市は1972年に札幌オリンピックが開催されたため、馬術競技（1964年東京オリンピック）とカーリング（1998年長野オリンピック）が開催された軽井沢町に続き、世界で2例目の夏季・冬季両五輪の会場が置かれた都市となった。オリンピックのマラソンと競歩についても、IOCが猛暑を懸念して開催地を札幌市に移すこととなった。しかし、札幌市でも高温多湿の気候となり、避暑という意味では殆ど意味を成さなかった。

### 交通渋滞対策
2019年2月6日、組織委員会と東京都は「交通輸送技術検討会」を開き、通常料金に上乗せ課金する「ロードプライシング」など首都高速道路の交通量を減らす議論を開始した。他にも企業などに、時差出勤や在宅勤務の要請などしてきたが、このままでは不十分と判断し、追加対策の必要性を確認した。「ナンバープレート規制」や複数人乗車車両の専用レーンを設ける「HOV（複数乗客）レーン導入」などの案もあるが、機器と人員が必要になるため、検討を重ねていた。

## 聖火

### オリンピックの聖火リレー

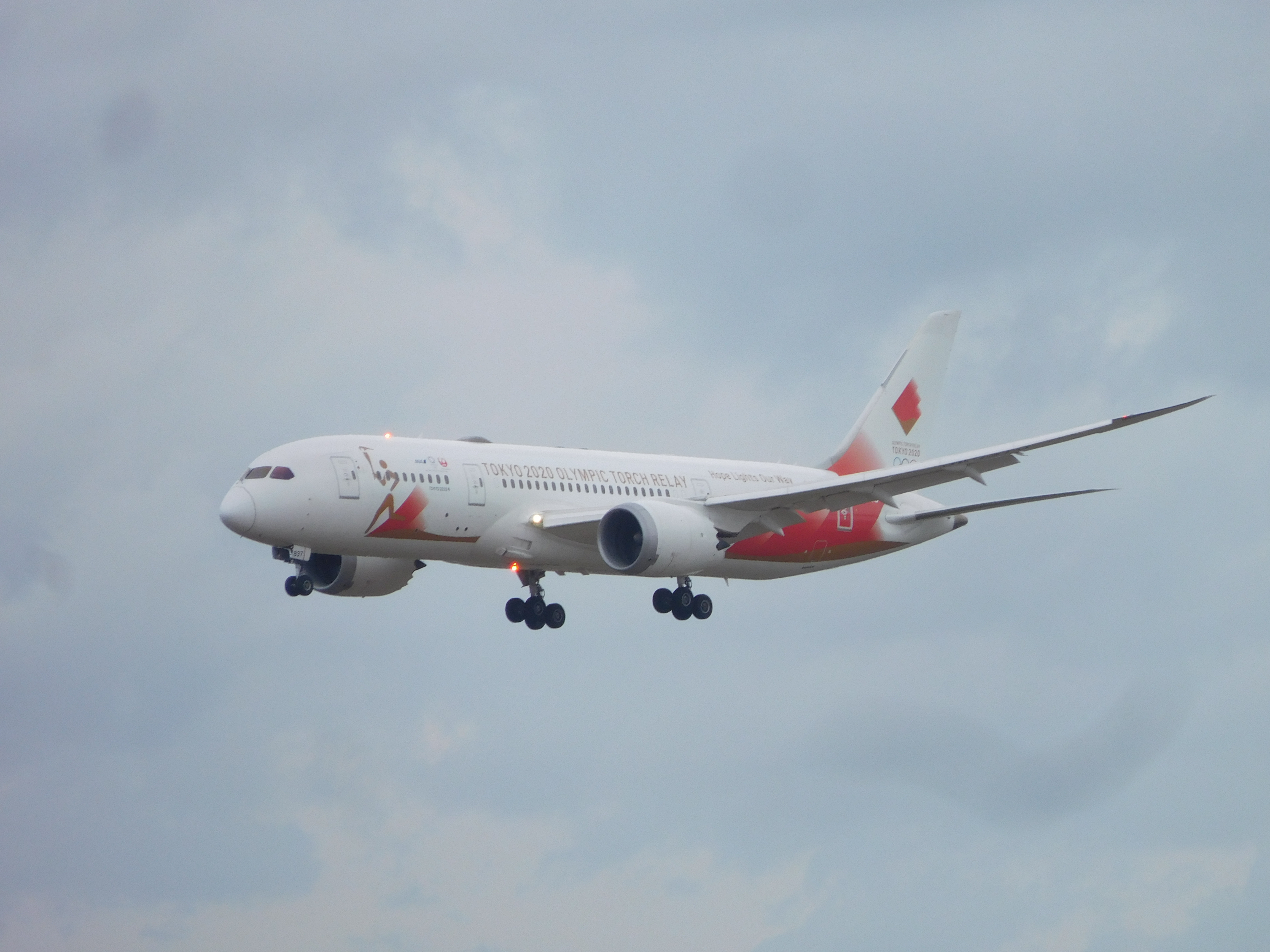
聖火を輸送する日本航空のボーイング787-8（JA837J）

オリンピックの聖火は、2020年3月12日に古代オリンピック発祥の地であるギリシャのオリンピア遺跡ヘーラー神殿前で採火され、オフィシャルエアラインの日本航空の特別機で、3月20日に日本に到着後は宮城県、岩手県、福島県で展示された。その後、新型コロナウイルスの影響で延期になり翌2021年3月25日に福島県のJヴィレッジを出発し、東日本大震災（東北地方太平洋沖地震）の津波に耐えた奇跡の一本松や、熊本地震で被害を受けた熊本城などの被災地のほか、世界遺産なども通過する。121日をかけて全国857市区町村を回り、7月23日の開会式で点火された。
聖火ランナーは公募により1万人程度が選ばれた。日本人最初のアテネを走る聖火ランナーとして、2004年アテネオリンピック女子マラソン金メダリストの野口みずきが選ばれた。
オリンピックスタジアムにモーリス・ラヴェルの「ボレロ」が流れている中で、大坂なおみがオリンピックの最終聖火ランナーとして聖火台への点火を行った。

### 聖火トーチ

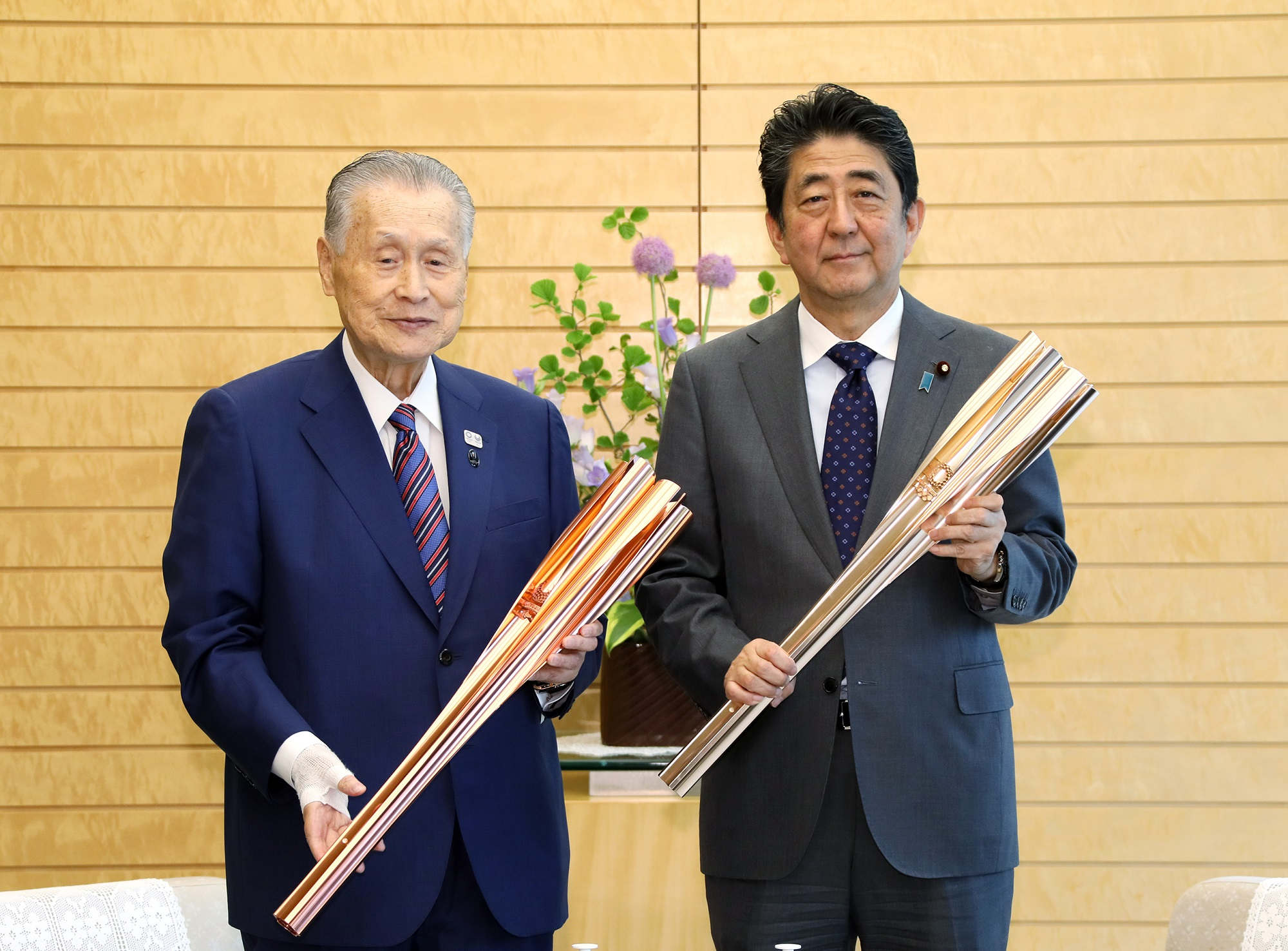
オリンピックトーチを持つ安倍晋三とパラリンピックトーチを持つ森喜朗

聖火リレーで使用されるトーチは、デザイナーの吉岡徳仁がデザインを手がけている。アルミニウム製の長さ71 cm、重さ1.2 kg。上部が桜の花びらにかたどられ、5つの花びらから炎が出る。火力や炎の大きさを一定に保つために一定量のガスを供給し続ける仕組みや、燃焼部の中心の白金製メッシュ状ドームにより、秒速17メートル以上の風や1時間に50ミリメートル以上の雨でも炎が消えないようになっている。素材の一部には東日本大震災による仮設住宅のアルミサッシの廃材を再利用している。新幹線の車両製造技術を活用し、つなぎ目のないトーチに作製されたことも特徴となっている。

### 聖火台

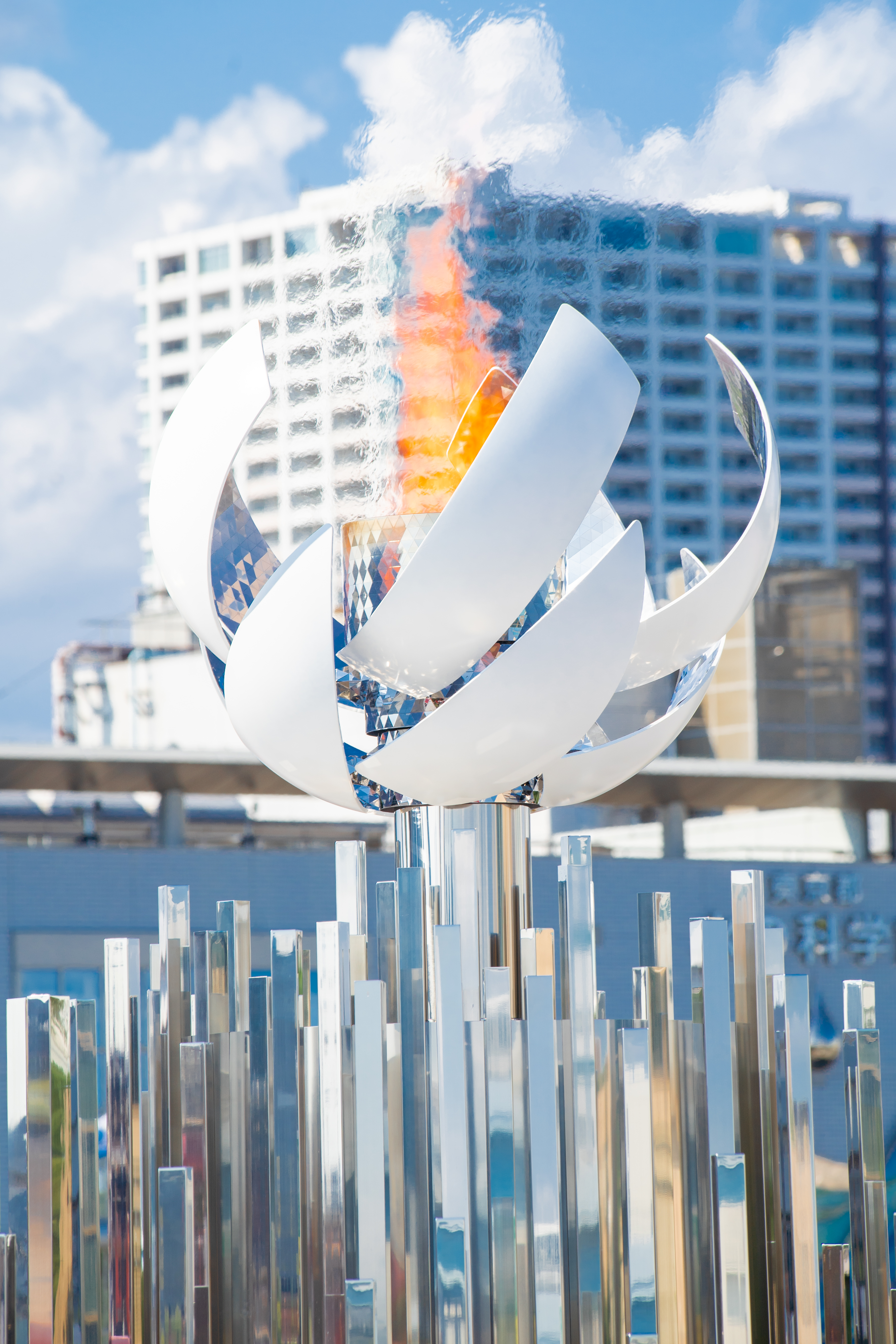
五輪期間中、夢の大橋に設置された屋外用の聖火台

聖火台は開会式で点火するオリンピックスタジアム用のものと、大会期間中に点火しておく屋外用（夢の大橋に設置）のものの2種類が製作される。聖火台は太陽をモチーフにした球体が富士山の上に乗った形状をしており、点火の際に球体が花のように開いた。燃料は水素を使用。。

## メダル

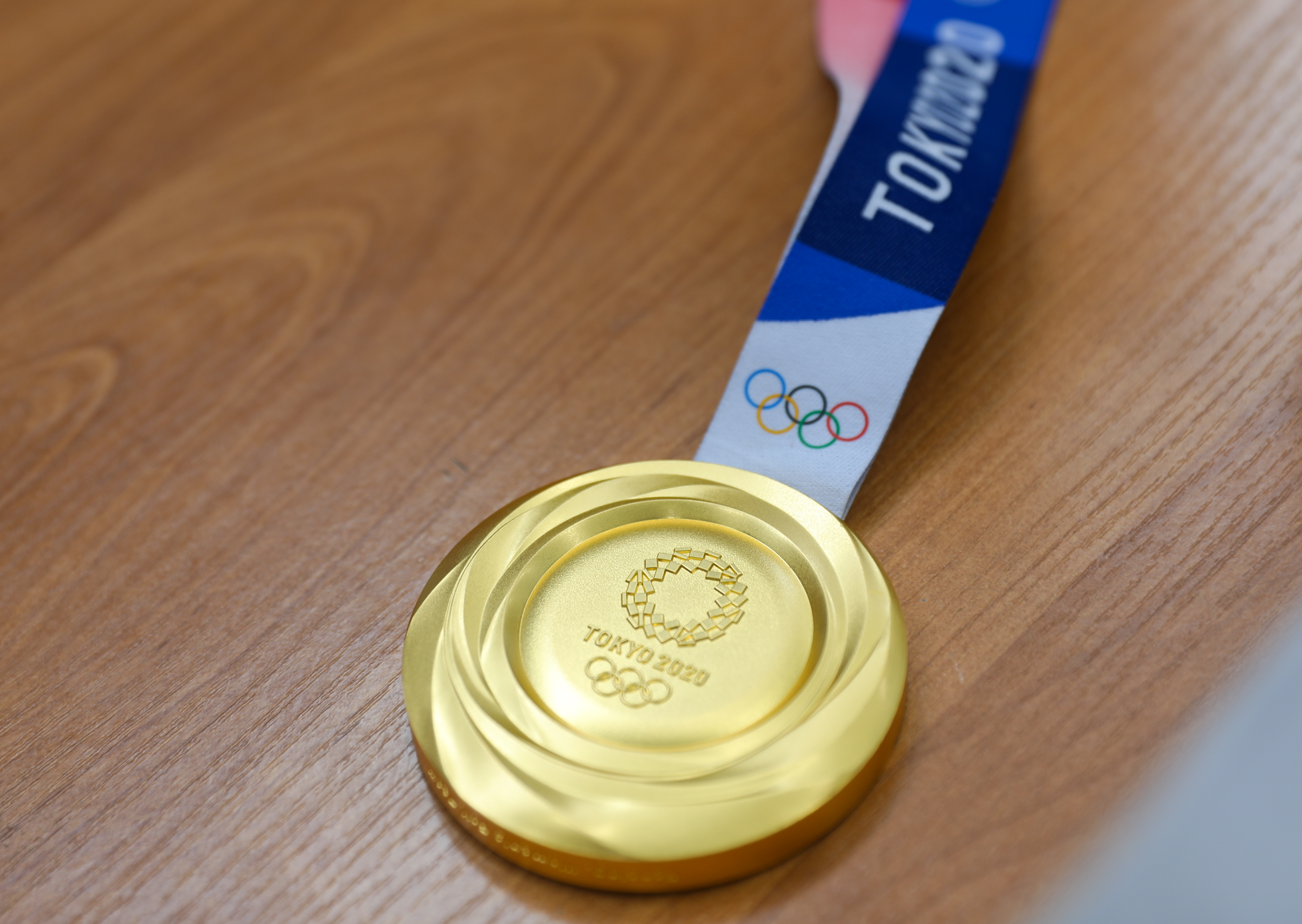
東京2020オリンピック金メダル

東京2020オリンピックおよびパラリンピックのメダルにはリサイクル金属が使用され、リサイクル率100%のメダルはオリンピック・パラリンピック史上初の試みとなった。大会組織委員会 (TOCOG) は2017年4月から使用済みの携帯電話等を回収するためのボックスを設置し、メダルの材料となる金属を都市鉱山から入手する電子機器リサイクルプロジェクトを開始した。メダルの製造には金32kg、銀3,500kg、銅2,200kgを収集する必要があり、2年間で目標量に到達した。
パラリンピックのメダルのデザインは松本早紀子の作品。扇をモチーフとし、岩、花、木、葉、水が触覚的にも異なる質感で描かれる。表の面には帯状に「東京2020」と英語の点字で記され、側面には金、銀、銅メダルがそれぞれ触って識別できるよう順位の数の丸いくぼみが施されている。オリンピック・パラリンピックともに、メダルは日本産のタモ材から作られた藍色のケースに納められる。入賞者に渡される表彰状には美濃手漉き和紙が使われる。

## プロモーション

### マスコットキャラクター
2017年5月22日、組織委員会はアンバサダーとなるマスコットキャラクターを公募することを決め発表した。公募後、候補作数点を発表し小学生による決選投票を行うとした。
2017年12月7日に候補作3点が発表され、日本の小学生による投票が2018年2月22日まで行われた。2018年2月28日、最多得票を得た福岡県在住でデザイナーの谷口亮がデザインした（ア）案に決定した。名前は同年7月22日にミライトワとソメイティに決まった。

### 記念ナンバープレート
2020年東京オリンピック・パラリンピック記念ナンバープレートは白基調にオリンピックにちなんだ意匠が入ったナンバープレートである。

### 記録映画
オリンピックについては、河瀨直美監督による記録映画『東京2020オリンピック SIDE:A』と『東京2020オリンピック SIDE:B』が制作され、2022年6月に公開されたが、評価は芳しくない結果に終わった。

### TOKYO FORWARD
東京2020大会開催後の1周年記念イベントの構想である他、東京2020大会における取り組みの成果をレガシーとして発展させ東京都民の豊かな生活に繋げる構想としても発表された。

## 費用対効果

### 費用
2013年1月、オリンピックの選定時の立候補ファイルには、国・東京都の経費が4327億、組織委員会の経費が3013億円、合計7340億円と記載されていた。これは、立候補都市の比較を容易にするため、ＩＯＣの基準等に従って、設計や撤去工事などを省き、本体工事費のみを計上するなど、基礎的かつ共通部分だけを抜き出した予算計画を示したものであった。
2017年5月、東京オリンピックにかかる大会経費は約1.39兆円の費用だと東京都が試算を発表。内訳は組織委員会が6000億円、東京都が6000億円、国が1200億円である。
2020年1月、大会組織委員会がは、昨年末に発表した最終の大会経費の予算案を発表。大会関連は1兆3500億円でそのうち国の負担は1500億円であった。
2022年3月、大会組織委員会は、最終的な大会経費が総額1兆4530億円を若干下回る額になるとの見通しを示した。
2022年6月、大会組織委員会の最終報告において大会経費の総額は１兆4238億円（うちパラリンピック経費は1514億円）である と報告。
2022年12月、上記の最終報告に対し会計検査院は、国庫補助分を行った、日本代表選手の強化費や国が組織委員会に派遣した職員の人件費等2226億円、並びに独立行政法人日本スポーツ振興センター（JSC）の支援による大会経費576億円 など、総額2803億円分が、大会開催に直接的に影響するものだとし、大会経費に含まれると判断した。これによって、大会経費の総額は少なくとも1兆6989億円であることが明らかとなった。
また、会計検査院は、上記の報告の他に大会関連経費を算出した。大会関連経費には、国や東京都以外に他県が所有する競技施設の改修設備、セキュリティ対策費や首都高速道路、首都直下地震対策の強化などのインフラ整備費などが含まれる。大会関連経費は、国負担分は1兆3002億円、東京都負担分は6854億円であった。大会経費と大会関連経費を合わせると3兆6845億円となることがわかった。

### 費用の国際比較
ブラジル政府が過去の開催都市よりも経費削減に成功したと自負している2016年リオデジャネイロオリンピックが総額約120億ドル（約1.3兆円）であり、 2012年ロンドンオリンピックではスポーツ関連のみの費用が約140億ドル（約1.5兆円）であった。そのため、ロサンゼルス五輪以降の8回の夏季大会の総額では1位が2008年の北京オリンピックの約3.4兆円で、2012年のロンドンが約3.17兆円で2位だった。東京の2021年末の発表は1兆4530億円であり、ロンドンや北京に比べて低い。

### 経済効果
開催決定後、民間企業でも、メインスタジアムと選手村をつなぐ道路の間にある港区虎ノ門一帯を再開発するのに5800億円を出資するなど、オリンピックに関する各民間企業による投資や開発も活発になっていた。2017年時点では東京五輪を招致したことよる日本国内への経済効果は合計32兆3000億円を超え、新たな雇用が194万人増加すると東京都は試算していた。

## 経緯

### 開催地選考の流れ
2011年9月2日、IOCはバクー、ドーハ、イスタンブール、マドリード、ローマ、東京の6都市からの立候補申請を受理したと発表した。ローマは財政難から2012年2月に立候補を取りやめ、ドーハとバクーは2012年5月の1次選考で落選し、大会の開催能力があると認められたイスタンブール、東京、マドリードの3都市が正式立候補都市に選出された。

#### 東京の開催計画
東京の立候補は日本オリンピック委員会 (JOC) 会長の竹田恆和と当時の東京都知事石原慎太郎が招致委員会を率い、リオデジャネイロ開催となった2016年大会の招致から2回連続となった。2013年3月にはクレイグ・リーディーを筆頭に10名で構成されたIOC評価委員会が立候補3都市を現地視察し、6月25日に各立候補都市の長所と短所を記した評価報告書を公表した。報告書は公平性を保つため各都市の優劣を直接示す文言は盛り込まれていないが、東京は根幹部分での指摘がなく、財政や治安ほか全体的に高い評価を受けた。

#### 投票
2013年9月7日、ブエノスアイレスで開かれた第125次IOC総会において開催都市選定投票が行われた。第1回目投票と選定投票では48票、第2回目投票では49票が必要とされた。東京は第1回目投票で3都市中最多票を集めたが48票には届かなかった。他の2都市への票は同数であったため選定投票が行われ、イスタンブールが東京との第2回目投票に進んだ。第2回目投票（決選投票）では60票を獲得した東京がイスタンブールを制し、IOC会長ジャック・ロゲによって現地時間午後5時20分頃、開催都市が東京と発表された。
| 都市           | 国名     | 第1回投票 | 選定投票 | 第2回投票 |
| -------------- | -------- | --------- | -------- | --------- |
| 東京           | 日本     | 42        | —        | 60        |
| イスタンブール | トルコ   | 26        | 49       | 36        |
| マドリード     | スペイン | 26        | 45       | —         |

東京五輪に携わる4人の歴代東京都知事
- 石原慎太郎。東京五輪の発案者[56]。
- 2013年、五輪の東京招致に成功した猪瀬直樹。
- 舛添要一。
- 東京開催年を担う小池百合子。
（写真は2016年リオ五輪閉会式）

### テスト大会
東京2020オリンピック・パラリンピックに向けて、延べ56競技のテスト大会（東京2020テストイベント）の開催が予定され、本大会開催予定前年の2019年夏季から本格的に実施された。テスト大会には国内および国際競技連盟が主催する既存の大会に組み込まれるものと大会組織委員会 (TOCOG) が主催するものとがあり、TOCOGが担当するテスト大会は「READY STEADY TOKYO」の名称で開催された。
東京2020本大会の期間中は連日の猛暑が予想され、開催にあたり暑さへの対策が要求された。2019年夏季のテスト大会では、テント型の休憩所やミストシャワーの設置、人工降雪機の導入などの検証が重ねられた。2020年3月中旬以降のテスト大会は、COVID-19の流行のため延期され、スケジュールが見直された。

### 2021年への延期
東京大会はもともと2020年7月24日からの日程で開催される予定であった。新型コロナウイルス感染症 (COVID-19) の世界的流行により、2020年3月24日、首相・安倍晋三と国際オリンピック委員会（IOC）会長のトーマス・バッハが電話会談を行い、1年程度日程を延期して2021年夏までに開催することを合意し、直後のIOC理事会で決定した。延期は近代オリンピック史上初、奇数年開催も初である。2020年3月30日、IOCと大会組織委員会、東京都、日本政府が2021年（令和3年）7月23日からの日程で開催することで合意した。
延期の決定に伴い、聖火リレーやテスト大会なども正式に中断された。

## 批判と問題点

### 疑惑

#### 招致不正疑惑
2016年5月11日には英紙『ガーディアン』が、東京五輪決定前後にあたる2013年7月と10月の2回に分け、東京五輪招致委員会がシンガポールに拠点を置くタン・トンハンが代表を務めていた「ブラック・タイディングス」社 (Black Tidings) の口座に総額130万ユーロ（約1億6000万円）を送金していたと報道した。
2016年5月12日には仏検察当局が東京五輪招致委員会とパパ・マッサタ・ディアックとの間に280万シンガポールドル（約2億2000万円）の金銭授受があったことを確認したと発表した。
2018年12月、フランス捜査当局は東京五輪招致をめぐる贈収賄容疑でJOC会長の竹田恆和を容疑者とする捜査の開始を決定した。2019年3月、これを受けて「会長辞任は避けられない見通し」と報じられた。3月19日竹田がJOCの理事会にて、会長職を6月をもって退任することを表明した。

#### 国際陸連への賄賂疑惑
2016年1月に世界アンチ・ドーピング機関は、国際陸上競技連盟 (IAAF) 元会長のラミン・ディアックの息子であるカリル・ディアックと、イスタンブールのトルコ当局者との間の会話を詳述する報告書で、日本の入札チームがIAAFダイヤモンドリーグまたはIAAFのいずれかに「スポンサーシップ」の支払われた400から500万ドルは賄賂だった可能性を示唆する結論を出した。東京都側はこれを否定している。

#### 8.9億円のロビー活動費疑惑
2020年3月31日ロイター通信がオリンピック招致を巡り電通顧問の高橋治之が招致委員会から820万ドル相当の資金を受け取り、IOC委員にロビー活動を行っていたと報じたことについて、支払いの一部はスポンサー集めの「コミッション（手数料）」だと説明した。

#### 1.4億円が嘉納財団へ
招致委員会から高橋治之への820万ドル相当の支払いがあったのと同様に、森喜朗がトップの代表理事を務める嘉納治五郎財団にもおよそ1億4500万円の支払いが招致委員会からあったことが確認されている。日本検察からフランス検察に銀行口座などの情報提供があったと報じられ、IOC委員を巡る国際的な贈収賄事件に関連するものと見られている。

#### 大会組織委員会へのスポンサーからの賄賂
開催から1年後の2022年7月以降、スポンサー契約の際に大会組織委員会の理事であった高橋治之が、大会スポンサーであったAOKIホールディングスやKADOKAWAから賄賂を受け取っていたという疑惑が明らかになった。
AOKIの前会長青木拡憲は、コンサルティング会社「コモンズ」を経営する立場でもあった高橋と何度か面会した後、2017年9月に、AOKIグループの資産管理会社であるアニヴェルセルHOLDINGSと契約が結ばれた。この契約で、高橋が青木に同社がスポンサーになったらどうかと打診し、その見返りとして、2017年10月から大会閉幕後の2022年3月までの5年間にわたり、高橋のコンサルティング会社であるコモンズ名義の口座にAOKI側が毎月50万～100万円ずつ、総額5,100万円を支払った。
また、これとは別にAOKI側が、最低ラインで15億円になるスポンサー料を高橋の口利きで半額の7.5億円にしてもらう見返りに、大会組織委員会に支払うのではなく、大会組織委のマーケティング専任代理店としてスポンサー選定に関与していた電通子会社に、高橋の要求する先払いを名目に7.5億円のうち2億5,000万円をまず支払った。このうちの1億5000万円がコモンズに渡り、残りの数千万円がADKホールディングスなどの広告代理店を通じて、日本オリンピック委員会（JOC）に加盟する日本馬術連盟と日本セーリング連盟に渡ったとされ、コモンズに渡った1億5000万円の一部は高橋が経営する東京都内のステーキ店の借金返済に充てられたとされている。2.5億円が渡ったこれら関係先には刑法の業務上横領罪の適用も視野に入る。
さらに、AOKIは、2021年2月まで大会組織委員会の会長を務めていた元首相の森喜朗に200万円を手渡していた疑いが持たれている。
そして、この契約開始から1年後の2018年10月にAOKIはスポンサーに選定された。なお、AOKIはオフィシャルサポーター（五輪スポンサーでは最も小さい扱いで、自社ロゴマークの使用は禁止）として選定されていたものの、スーツなどの大会公式グッズの販売や2021年7月23日の東京五輪開会式での日本代表のユニフォームを手掛けるなどして五輪に携わっていた。なお、大会組織委員会がオフィシャルサポーターのスポンサー費用として同業他社に提示した金額は15億円以上だったが、AOKIは、理事の取り計らいで3分の1の5億円でスポンサーに就くことができたとされる。
東京地検特捜部は2022年7月26日、東京都世田谷区の高橋の会社兼自宅の家宅捜索に踏み切った。なお、高橋が過去に専務や顧問を務めていた東京都港区の電通本社の家宅捜索にも踏み切った。
翌27日には、東京地検特捜部が東京都渋谷区の青木の自宅と、東京都新宿区の都庁内にある大会組織委員会（2022年6月30日に解散済み）の清算法人を家宅捜索した。さらに、28日には、横浜市のAOKIホールディングス本社を家宅捜索した。
2022年8月17日、東京地検特捜部は青木らAOKI幹部3人を贈賄容疑で、高橋を受託収賄容疑で逮捕した。
大会組織委員会の高橋はみなし公務員という立場であり、企業からの金品の受領は違法とされている。これに対しAOKIの青木は逮捕前、「高橋元理事が『みなし公務員』とは知らなかった」として送金の事実は認めたものの、贈賄には当たらないと主張していた。しかし、逮捕後に青木は、「高橋さんは組織委の実力者だったので、部下に『毎月100万円を払っているのだから、しっかりお願いしろ』と指示した」などと供述し、同時に逮捕されたAOKI前社長も「高橋容疑者が組織委理事と認識していた」と、賄賂を認める供述をしている。
また、特捜部の調べで、高橋は、AOKIと同じオフィシャルサポーターであったKADOKAWAのスポンサー選定にも関与し、知人の会社を経由して賄賂を受け取っていたという疑惑も明らかになり、高橋の高校・大学の後輩にあたる芳原世幸KADOKAWA顧問らが逮捕され、高橋は再逮捕された。さらに、同年9月14日にはKADOKAWA会長の角川歴彦も逮捕された。
KADOKAWAからの賄賂については、高橋の電通時代の後輩である深見和政（2022年9月6日に収賄容疑で逮捕）が経営する東京都中央区のコンサルティング会社「コモンズ2」名義の預金口座を通して、計7,600万円が支払われていたとされる。
さらに、9月24日には五輪マスコットのミライトワ、パラリンピックマスコットのソメイティのぬいぐるみを販売していたサン・アローから高橋が金銭を受け取っていた疑惑も明らかになった。その後、10月19日に高橋はサン・アローから700万円を受け取っていたとして東京地検特捜部に再逮捕された。

#### 大会組織委員会への広告代理店からの賄賂
大会組織委員会からスポンサー募集の選任代理店として選ばれたのは、理事であった高橋治之がかつて専務を務めていた電通であり、電通から再受託を受ける「販売協力代理店」という形で博報堂DYホールディングス傘下の大広や、ADKホールディングスなど複数社が関わっていた。このうち大広とADKは、販売協力代理店選定の際に、高橋が経営するコンサルティング会社のコモンズや高橋の電通時代の後輩の経営するコモンズ2、慶應義塾大学の同窓にあたる知人の休眠会社などの銀行口座に贈賄を行っていた。
東京地検特捜部は、9月27日に大広執行役員の谷口義一、さらに10月19日にADK社長の植野伸一、元専務の久松茂治、元事業本部長の多田俊明ら3人を贈賄容疑でそれぞれ逮捕した。また、高橋は9月27日と10月19日に受託収賄容疑で再逮捕されている。

#### テスト大会及び本大会の入札談合事件
2022年秋に、開催前の2018年に行われたテスト大会計画立案業務の入札の26件で、広告代理店、番組制作会社、イベント会社らとその下請企業が談合し、不正に入札価格を上げているという疑惑が浮上した。これを受け、2022年11月25日 - 29日にかけて、東京地検特捜部と公正取引委員会は私的独占の禁止及び公正取引の確保に関する法律（独占禁止法）違反の疑いで、電通、博報堂、ADKホールディングス、東急エージェンシーの広告代理店各社と、電通ライブなどの電通グループ会社、フジ・メディアHGの番組制作会社であるフジクリエイティブコーポレーション、イベント制作会社のセイムトゥー、セレスポ、シミズオクト及びトレスなどの本社を家宅捜索した。
なお、ADKについては、各社への家宅捜索が始まる直前の11月22日に、課徴金減免制度を受けるため、違反を自主申告した。一方、落札総額が最も高額だったセレスポは、容疑を否認しているなど、企業において対応が分かれている。
その後、2023年1月、2021年に開催された本大会においても入札談合の疑惑が浮かび上がった。組織委員会の資料には「テスト大会を入札した企業には、本大会の業務も委託する」との記載があったという。これに伴い、電通をはじめとした9社と1共同企業体が入札を伴わない形の随意契約を行い、その額は400億円に上るものとみられている。この疑惑に関して、電通幹部らは談合を認める供述をしている。また、当初は否認していた組織委員会大会運営局次長も受注調整を認める発言をしている。東京地検特捜部は独占禁止法違反の疑いで、電通などの立件を視野に入れている。
2023年2月8日、東京地検特捜部は、発注側である大会組織委員会大会運営局元次長の森泰夫を独占禁止法違反の疑いで逮捕した。また、受注側である電通元幹部（元スポーツ事業局長、あるいは元スポーツ局局長補）、セレスポ及びフジクリエイティブコーポレーションの幹部ら合わせて3人をそれぞれ逮捕し、関係先の家宅捜索を行った。

### 諸問題
大会関係者によって多数の不祥事が起き、予定が何度も大きく変わるなど、東京オリンピック・パラリンピック競技大会組織委員会（TOCOG）のガバナンスの欠如が指摘されている。

#### 科学軽視
政府対策分科会の尾身茂会長による東京オリンピック・パラリンピック開催に伴う新型コロナウイルスの感染拡大リスクの提言について、田村憲久厚生労働相は「自主研究の発表」、丸川珠代五輪相は「全く別の地平から見てきた言葉」など、黙殺を暗にちらつかせた。これ以外にも政府・TOCOGは硬直した政治的判断により専門家からの提言を度々無視ないし黙殺しているのではないかと指摘されている。また、バブル方式で大会関係者を隔離する方法についても制度上の穴が多くある状態で、開幕前の段階でもバブルの外での会食やウガンダの選手の逃亡騒ぎが起きた。

#### 人権軽視
TOCOG幹部や演出担当から人権侵害とも取れる様々な失言が相次ぎ、海外から批判が相次いだ。結果として、オリンピック運営の重要人物がドミノ的に次々と辞任する騒ぎとなった。

##### 女性蔑視発言による森会長辞任
日本オリンピック委員会（JOC）評議員会の席上において、女性理事の割合を40％にすることに関連して「女性っていうのは競争意識が強い。誰か1人が手をあげて言うと、自分も言わなきゃいけないと思うんでしょうね。それでみんな発言されるんです」、「女性の理事を増やしていく場合は、発言時間をある程度、規制をしないとなかなか終わらないので困ると言っておられた。だれが言ったとは言わないが」などという女性蔑視とされる発言を公然と行ったとして批判が殺到し、森喜朗はTOCOG会長辞任に追い込まれた。国際オリンピック委員会（IOC）も森喜朗の発言を「森氏の最近の発言は完全に不適切であり、IOCのコミットメントや五輪アジェンダ2020の改革にも反している」とした。森喜朗自身は一旦は反省の意を示したが、TOCOG会長を辞任した後、東京都内で開かれた河村建夫元官房長官のパーティーで、衆院議員会館の河村氏事務所にいるベテラン女性秘書について「河村さんの部屋に大変なおばちゃんがいる。女性と言うには、あまりにもお年だ」という差別発言を行い、再度批判が殺到した。

##### 演出関係者の辞任劇

###### 電通による強引な演出統括の変更と容姿侮辱案による後任演出統括の辞任
電通がIOCから受注していた開閉会式の演出について、2020年3月、オリンピック延期により開閉会式の準備が一時停止された際に、電通が演出統括のMIKIKOに対して準備再開の際は連絡すると約束しながら、準備再開後には電通がMIKIKOへの連絡を一切行わず、演出統括を電通出身のクリエイティブディレクターである佐々木宏に交代した。結果として、電通はMIKIKO率いる演出チームを約半年間放置し、2020年11月になってからMIKIKOに対して新しい演出統括の下で進行中のプロジェクトへの途中参加を求めたが、MIKIKOは結果に責任を持てないことと、電通から不誠実な対応があったとして辞退を表明した。この辞退表明について、電通が謝罪せずMIKIKOの主張を退けるような正当化を行ったことが広く物議を醸した。また、2021年7月の東京オリンピック開催まで半年を切っている時点で、佐々木宏が渡辺直美の容姿に対する侮辱案を提案したことが明るみとなり、佐々木宏も辞任することになった。JOCは開閉会式の演出が完成に近いことを理由に、佐々木宏の後任となる演出統括を置かないことを決定した。

###### 過去の暴力・差別行為による開閉会式の音楽担当の辞任
オリンピック開閉会式の音楽を担当していた小山田圭吾がデビュー前に行っていた暴力・差別行為を1990年代に音楽雑誌のインタビューで自慢気に語っていたことについて、あらゆる差別を撤廃すると定めたオリンピック憲章に反するとして批判が殺到した。当初、小山田本人は続投する意向だったが、結果として開幕4日前の2021年7月19日に本人が辞任を表明する事態となった。小山田から被害者への贖罪は全く無く、辛うじて辞任表明で謝罪文を記載したのみである点も、客観的には無反省と解釈されている。また、小山田は雑誌の記事には面白さを重視した事実と異なる記載も含まれると弁明しているが、そうであれば雑誌編集・インタビューの体制にも問題が有ったことになる。問題の記事に関わった編集者・インタビュアーの1人である山崎洋一郎も自身の公式サイトで謝罪文を発表した。

###### 過去のユダヤ人大量虐殺ネタによる演出担当の解任
オリンピック開会式の数日前、元ラーメンズの小林賢太郎が、1998年発売の若手芸人を紹介するビデオソフト『ネタde笑辞典ライブ Vol.4』で、ナチス・ドイツによるユダヤ人大量虐殺（ホロコースト）を題材に反ユダヤ主義的なジョークを披露していたことがSNSにおける動画の拡散で広く知られる事になった。本件は7月22日未明に橋本JOC会長にも知らされ、オリンピック憲章違反だけでなく、外交上の問題もあることから、小林は即座にショー・ディレクターを解任された。演出については、各場面ごとに担当者が居るものの、全体の演出調整を担っていた小林が解任されたことで、翌日23日のオリンピック開会式に向けて早急に演出全体を見直す必要が生じた。しかし、小林が専任で手掛けた演出は無かったため、オリンピック開会式の演出に変更は発生しなかった。解任前から、一部の日本人がSNSで海外の人権団体に向けて告発を続けており、7月21日にはアメリカのサイモン・ウィーゼンタール・センター（SWC）が差別行為に対して非難声明を発表していた。ホロコーストが起きたドイツでは、ナチスやホロコーストの再現に繋がるような行動は厳しく取り締まられており、民衆扇動罪も定められている。

#### 営業秘密の流出
文藝春秋が開閉会式演出の内部資料を入手して週刊文春で報じたことで、JOCは文藝春秋に対して著作権侵害として強く抗議しているが、文藝春秋も公共性の観点から徹底抗戦の姿勢を示している。週刊文春への演出内容の掲載については内部資料流出の可能性があり、警察と相談の上でJOCによる徹底的な内部調査が行われている。JOCの主張が法的に認められれば、内部資料の流出に加担した者は、不正競争防止法違反の罪及び業務妨害罪に問われる可能性がある。

#### 来日した関係者による刑事事件

##### 暴行事件
2021年7月16日21:00頃、愛知県内の大学を休学して会場内のプレスセンターで食事を提供するアルバイトに就いていたウズベキスタン国籍の30歳の男が、国立競技場で20代のアルバイト女性を「閉会式のリハーサルを一緒に観よう」などと言って誘い出し観覧席や通路で性的暴行を加えたとして、2021年7月18日に警視庁組織犯罪対策2課に強制性交等の疑いで逮捕された。警察発表時にはウズベキスタン国籍の男の素性が把握できておらず、管理体制の杜撰さが指摘された。後にウズベキスタン国籍の男は不起訴となった。
2021年8月12日、東京都大田区のホテルにて東京パラリンピック、ジョージアの柔道男子100キロ級代表選手より60代の男性警備員が首を絞められる等の暴行をうけてろっ骨を折るなど全治1か月の重傷を負った。暴行を加えた選手は警視庁組織犯罪対策2課に逮捕され、その後大会からの参加資格者証をはく奪された。逮捕すれば日本とジョージアの間で外交問題に発展する恐れがあったが、ジョージアのパラリンピック委員会が「ゴゴチュリ選手の参加資格を剝奪して出場させない」とコメントしたことで警視庁組織犯罪対策2課は逮捕に踏み切った。ジョージア側は被害に遭った警備員に対して謝罪し、補償についての話し合いを開始した。